# Слашома (Мехединци)
Слашома (рум. Slașoma) насеље је у Румунији у округу Мехединци у општини Падина. Oпштина се налази на надморској висини од 208 m.

## Становништво
Према подацима из 2002. године у насељу је живело 604 становника, од којих су сви румунске националности.